# Lamprolia
Genre
Lamprolia est un genre de passereaux de la famille des Rhipiduridae. Il comprend deux espèces de lamprolies.

## Répartition
Ce genre vit à l'état naturel dans les îles Fidji de Taveuni et de Vanua Levu.

## Liste alphabétique des espèces
Selon la classification de référence du Congrès ornithologique international (version 8.2, 2018) :
- Lamprolia klinesmithi Ramsay, EP, 1876 — Lamprolie de Vanua Levu
- Lamprolia victoriae Finsch, 1874 — Gobemouche à queue soyeuse, Lamprolie queue-de-soie, Monarque queue-de-soie